# Вторгнення зоряних кораблів
Вторгнення зоряних кораблів (англ. Starship Invasions) — канадський фантастичний фільм 1977 року.

## Сюжет
Прибульці, чия планета знаходиться в небезпеці вирішують переселитися на Землю і безжально винищити все людство. Прикинувшись нешкідливими, вони прилітають в мирну «Лігу націй», і знищують майже всіх її представників. Прибульці починають викрадати людей для своїх підступних експериментів, а ті що залишилися починають гинути від самогубств, спричининих прибульцями. Але виживщі представники «Ліги націй» звертаються за допомогою до вченого Алана Данкана.

## У ролях
| Актор            | Роль                  |
| ---------------- | --------------------- |
| Роберт Вон       | професор Аллан Данкан |
| Крістофер Лі     | капітан Рамсес        |
| Деніел Пілон     | Анаксі                |
| Тііу Леєк        | Фі                    |
| Гелен Шейвер     | Бетті Дункан          |
| Генрі Рамер      | Малкольм              |
| Вікторія Джонсон | Газет                 |
| Дорін Ліпсон     | Дороті                |
| Кейт Парр        | Діана Дункан          |
| Шеррі Росс       | Саньяка               |
| Лінда Реннгофер  | Джоан                 |
| Річард Фіцпатрік | Джо                   |
| Тед Тернер       | Зендер                |
| Шон Маккенн      | Карл                  |